# Partito Ruam Thai Sang Chart
Il Partito Ruam Thai Sang Chart (PRTSC; in thailandese พรรครวมไทยสร้างชาติ, Phak Ruam Thai Sang Chart, lett. "Partito dei thai uniti per costruire una nazione"; in inglese United Thai Nation Party) è un partito politico thailandese fondato nel marzo 2021 da Seksakon Atthawong, ex vice-primo ministro nel governo di Prayut Chan-o-cha. Nacque in vista delle elezioni del 2023 da una scissione del Partito Palang Pracharath (PPP), il maggiore partito nella coalizione di governo guidata da Prayut dopo le elezioni del 2019. Al pari del PPP, Ruam Thai Sang Chart è un partito conservatore filo-monarchico appoggiato dall'Esercito regio.
Nel marzo del 2023 fu formalmente annunciata la candidatura a primo ministro dello stesso Prayut alla guida del partito nelle elezioni del successivo 14 maggio. Sia Ruam Thai Sang Chart che Palang Pracharat subirono una pesante sconfitta, ma ad agosto entrarono clamorosamente nella coalizione promossa da Pheu Thai, il partito di governo destituito con il colpo di Stato militare del 2014 guidato da Prayut.
Pheu Thai e il vincitore delle elezioni Kao Klai avevano formato una coalizione democratica che aveva sottoposto la candidatura a primo ministro del leader di Kao Klai, bocciata a luglio per l'opposizione del Senato, che era rimasto quello nominato dalla giunta militare prima delle elezioni del 2019. Il candidato della nuova coalizione di Pheu Thai con i partiti filo-militari fu invece designato primo ministro il 22 agosto.

## Storia

### Fondazione
Il partito venne registrato il 31 marzo 2021 dal suo fondatore Seksakon Atthawong. La sede principale si trova al 169/98 Serm Sub Building della strada Ratchadapisek, nel distretto Din Daeng di Bangkok.

### Adesione di Prayut e altri politici al partito, candidatura di Prayut a primo ministro
Prayut Chan-o-cha era comandante in capo dell'esercito quando nel 2014 fu alla guida del colpo di Stato militare che rovesciò il governo del Pheu Thai, partito che faceva riferimento alla famiglia del magnate ed ex primo ministro Thaksin Shinawatra, oppositore dell'élite conservatrice dominante nel Paese. Con il colpo di Stato, Prayut divenne capo del governo presieduto da una giunta militare. Nel 2017 i militari prepararono la nuova Costituzione, che assegnò loro la scelta di tutti i senatori per le elezioni parlamentari del 2019 dopo le quali Prayut fu eletto primo ministro come candidato del Palang Pracharath, partito egemonizzato dai militari del quale non era però membro.
Negli anni successivi si creò una malcelata spaccatura nel Palang Pracharath, in particolare tra Prayut e il vice-primo ministro Prawit Wongsuwan – come Prayut generale in pensione ed ex comandante in capo dell'esercito – che nel 2020 divenne il leader del partito. Dopo che Palang Pracharath scelse Prawit come candidato primo ministro per le elezioni del 2023, il 23 dicembre 2022 Prayut annunciò la sua disponibilità di aderire al Partito Ruam Thai Sang Chart e che avrebbe accettato di diventarne il candidato per un nuovo mandato a primo ministro. Comunicò inoltre che in vista delle elezioni trovava fattibile la collaborazione con Palang Pracharath e Prawit. Il passaggio al PRTSC di Prayut fu considerato sulla stampa una strategia dei militari per guadagnare più voti complessivi alle elezioni frazionando Palang Pracharath.
Dopo l'annuncio di Prayut, il leader del Partito Terd Thai Seksakol Atthawong presentò le dimissioni per unirsi al Partito Ruam Thai Sang Chart. Il 26 dicembre, anche il presidente del Partito del Potere Locale Thai Chatchawal Kong-udom fece sapere di aver lasciato il partito, di essere entrato nel PRTSC e di aver presentato le dimissioni da deputato alla Camera assieme a Noppadol Kaewsupat, altro deputato del Partito del Potere Locale Thai. Il giorno dopo, Chatchawal e i due ex membri del Partito Democratico Trairong Suwankiri e Chumpol Kanchana divennero membri ufficiali del Partito Ruam Thai Sang Chart. Nei giorni successivi anche Picharat Laohaphongchana lasciò il Palang Pracharath e la carica di deputato per entrare nel PRTSC.
Il 10 gennaio 2023 Prayut divenne membro del Partito Ruam Thai Sang Chart e confermò la volontà di esserne il candidato alle elezioni da tenersi nel maggio successivo. La sua candidatura fu formalmente resa pubblica il 25 marzo. Secondo quanto stabilito dalla Costituzione del 2017, che prevede una durata massima di otto anni consecutivi per la carica di primo ministro, l'eventuale nuovo mandato di Prayut poteva durare due soli anni in quanto nel 2022 la Corte costituzionale della Thailandia aveva decretato che l'inizio del suo primo mandato coincideva con la pubblicazione della Costituzione nel 2017.

### Elezioni del maggio 2023
Il 20 marzo Prayut dissolse il Parlamento in leggero anticipo per dare maggior tempo ai partiti di prepararsi per le elezioni, e il giorno dopo la Commissione elettorale stabilì che avrebbero avuto luogo il 14 maggio 2023. Nel sondaggio elettorale condotto in quei giorni dall'Istituto nazionale di amministrazione dello sviluppo, il primo partito era Pheu Thai guidato da Paetongtarn Shinawatra – figlia di Thaksin e primo membro della famiglia a capo del partito dopo 8 anni – seguito dai progressisti del Partito Kao Klai e al terzo posto il Partito Ruam Thai Sang Chart di Prayut.
Il 15 maggio, quando era stato conteggiato il 99% delle schede elettorali, la Commissione elettorale rese pubblico il risultato preliminare delle elezioni, nel quale emerse la netta affermazione dei due partiti del fronte democratico, il progressista Kao Klai (con 152 seggi) e Pheu Thai (141 seggi), che insieme raccoglievano 293 dei 500 seggi della Camera. I risultati furono definiti dagli osservatori un terremoto e rappresentarono il ripudio da parte del popolo thailandese di 9 anni di dittatura militare e dei partiti associati ai militari, Palang Pracharath e Ruam Thai Sang Chart, che raccolsero rispettivamente 40 e 36 seggi contro i 116 di Palang Pracharath nel 2019.
Fu siglata un'alleanza pro-democrazia guidata da Kao Klai e Pheu Thai assieme ad altri sei partiti che disponeva di 313 seggi alla camera bassa, contro i 376 necessari per avere la maggioranza assoluta tra i 500 deputati e i 250 senatori, che erano quelli nominati dai militari secondo quanto previsto dalla Costituzione del 2017 scritta dalla giunta militare insediatasi dopo il Colpo di Stato del 2014 guidato da Prayut. A luglio fu sottoposta al nuovo Parlamento la candidatura a primo ministro del leader di Kao Klai Pita Limjaroenrat e fu bocciata, non avendo trovato l'appoggio dei senatori. Kao Klai era il partito che aveva maggiormente sostenuto le imponenti proteste anti-governative del 2020-2021 e aveva trionfato al voto di maggio dopo una campagna elettorale in cui aveva promesso radicali riforme che avrebbero posto fine al dominio nelle istituzioni dei conservatori, per i quali era quindi prioritario impedirgli di conquistare il potere.
Pheu Thai annunciò in quei giorni che avrebbe formato una nuova alleanza senza Kao Klai, adducendo come motivo l'impossibilità di formare un governo vista l'intransigenza di Kao Klai nel voler modificare la severa legge sulla lesa maestà, che la maggior parte dei parlamentari riteneva intoccabile. Pheu Thai presentò come candidato primo ministro Srettha Thavisin, il neo-eletto deputato nelle file del partito. Il 7 agosto Bhumjaithai fu il primo a entrare nella nuova alleanza a cui si aggiunsero altri nove partiti, gli ultimi dei quali furono Palang Pracharath e Ruam Thai Sang Chart. Il 22 agosto, la maggioranza del Parlamento riunito votò in favore della candidatura a primo ministro di Srettha Thavisin con 482 voti favorevoli, I militari avevano posto fine al governo di Pheu Thai con il colpo di Stato del 2014 e in precedenza ad altri due governi retti da partiti facenti capo all'ex primo ministro Thaksin Shinawatra. La clamorosa entrata nella coalizione del tradizionale nemico Pheu Thai, fu vista come un tentativo delle élite filo-monarchiche e filo-militari conservatrici di arginare l'emergere dei progressisti di Kao Klai, costringendoli all'opposizione.